# Мухаджирський рух
Мухаджи́рський рух або мухаджи́рство (махаджирство; араб. المهاجرون «переселенці, емігранти») — масове і цілеспрямоване переселення правовірних мусульман в мусульманську країну з немусульманських країн, де мусульмани є меншиною або найчастіше мухаджирами стають втікачі внаслідок воєнних дій (наприклад, анексія християнською державою мусульманської країни), що не бажають миритися зі становищем релігійної (і національної) меншини, часто утисками своїх прав і свобод, а нерідко і загрозами фізичному існуванню.

## Періодизація мухаджирства
Передісторія мухаджирства йде корінням в епоху масових внутрішніх міграцій часів Кавказької війни (1817–1864). Як самостійний рух, сформувався в останній період війни і повоєнне п'ятдесятиріччя. В історії мухаджирства виділяють до шести етапів:
1. друга половина 1850-х рр.
2. перша половина 1860-х рр.
3. друга половина 1860-х — початок 1870-х рр.
4. 1870-ті рр.
5. 1880-ті і початок 1890-х рр.
6. друга половина 1890-х — 1920-ті рр.

Від періоду до періоду змінювалася не тільки чисельність емігрантів і напрям міграційних потоків, а й міграційна політика уряду. Під час воєн кордони між Росією і Туреччиною закривалися і масштаби переселення скорочувались.

## Етимологія
Мухаджи́ри (араб. букв. «переселенці») — термін, що походить від арабського слова хіджра «переселення». Первинно поняття стосувалось історичного (622 рік) переселення з Мекки до Ясрибу (майбутня Медіна) групи перших вірників-мусульман на чолі з самим Пророком Мухамедом, що втікали від переслідувань язичників.
В історичній літературі термін мухаджири, мухаджирський рух пов'язаний з конкретними масовими переселеннями мусульманського населення, що історично мали місце, в тому числі і на території колишньої Російської імперії.

## Історія мужаджирських рухів
Мухаджирський рух охоплював у різний час чимало країн — зазвичай як наслідки загарбницьких війн (наприклад, загарбання Кавказа і Криму Російською імперією), але також як результат компромісів (переселення урдумовних індійських мусульман до Пакистану).
Прикладами мухаджирських рухів є:
- Втеча мусульман Хорезма у сусідні мусульманські країни після завоювання Середньої Азії монгольськими ордами Чингісхана. До речі, одним із таких переселенців був поет Румі, що емігрував із Афганістану в Османську імперію.
- Маври (Мориски), що за власною волею або й за примусом, переселялися з Іспанії до Магриба після завершення Реконкісти.
- Переселення кримських татар до Османської Туреччини після завоювання Російською імперією Кримського ханства в 1783 році.
- Масові переселення представників кавказьких мусульманських народів до Туреччини після остаточного завоювання Кавказу Російською імперією у другій половині XIX столітті як завершення численних Російсько-турецьких війн. У російській історіографії кавказьким мухаджирством також називається геноцид черкеського народу.
- Залишення своїх місць проживання балканськими турками, албанцями, босняками, циганами, туркомовними греками тощо та їхній переїзд до Туреччини у 1878–1923 роки через втрату Османською імперією володінь у Східній та Південно-Східній Європі.
- Переселення урдумовних мусульман Індії до Пакистану в сер. XX ст. як результат двосторонніх домовленостей між державами, що здобули незалежність і окремі статуси.
- Мухаджирами можна назвати й палестинських арабів, що змушені покидати впродовж ХХ ст. свої етнічні землі й переселятися до інших мусульманських держав (в першу чергу, Сирію та Ліван), що особливо активізувалось зі створенням єврейської держави Ізраїль (1948).
- Втеча афганців до Ірану і Пакистану після вторгнення СРСР до Афганістану в 1979 році.

## Причини мухаджирства
Еміграція в Османську імперію обумовлена цілим комплексом причин, а не тільки репресивною політикою Росії. Головною причиною було, звісно, насильницький згін з рідних місць, але також мав місце і економічний фактор. Зростаюче розорення місцевої еліти і обезземелення горян після Кавказької війни. Знать позбулася своїх привілеїв, гірські клани не могли повернути конфісковані у них російськими військовими і імамами володінь. Знищено рабство і работоргівлю військовополоненими, що складали важливе джерело доходів.